# Y-Titty
Y-Titty [waɪˈtɪti] war ein deutsches Comedytrio, das vor allem auf dem Videoportal YouTube aktiv war. Die Gruppe produzierte hauptsächlich Sketche und Parodien und war mit über 3,1 Millionen  Abonnenten und über 700 Millionen Videoaufrufen bis Anfang Juni 2014 der meistabonnierte deutschsprachige YouTube-Kanal. 2014 gewann die Gruppe einen Echo in der Kategorie „Bestes Video National“. Das Trio betätigte sich in ihren Projekten als Darsteller, Musiker, Moderatoren, Videospielkommentatoren, Produzenten, Autoren und Designer.
Am 11. Dezember 2015 gaben Laude, Roll und Yılmaz mit dem humorvollen Video #endlich sowie einem separaten ernsthaften Video auf ihrem Zweitkanal diejungs die Auflösung des Trios und den Rückzug von der Videoplattform YouTube bekannt.

## Name
Der Name Y-Titty ist eine Verballhornung des englischsprachigen Kürzels „Y. T. D.“, der Abkürzung von „YouTube Dummies“. YouTube Dummies war ein vorheriges Projekt von Y-Titty, bei dem Videos im Stil von Jackass gedreht wurden. Diese Videos sind teilweise im Kanal „YTITTYOldies“ zu sehen.
Als Logo wurde eine Verbindung der Buchstaben Y und T verwendet, die dem Buchstaben Ұ aus dem kasachischen Alphabet gleicht.

## Mitglieder
Y-Titty bestand aus:
- Phil (anfangs Louder), bürgerlich Philipp Laude, (* 29. Juni 1990 in Kappeln)
- TC (anfangs Tizi), bürgerlich Matthias Roll, (* 25. August 1991 in Roth)
- OG, bürgerlich Oğuz Yılmaz, (* 17. April 1991 in Neumarkt in der Oberpfalz)

## Produktion
Während die Videos anfangs als Freizeitbeschäftigung im Umfeld von Hilpoltstein gedreht wurden, wurden die Clips später von der Kölner Mediakraft Networks GmbH produziert. Andere Mitglieder des Mediakraft-Netzwerkes waren daher im Rahmen von Cross-Promotions auch in den Videos der drei zu sehen. Y-Titty war seit 2009 YouTube-Partner, wodurch sie über Werbung, die vor dem Abspielen der eigentlichen Videos gezeigt wird, Geld verdienten.
Kommunikation mit Fans erfolgte über soziale Netzwerke wie Facebook und Twitter sowie über die Kommentare unter den Videos, die in den Kommentare-Kommentier-Shows – kurz „KomKomShow“ – beantwortet wurden.

## Stil
Y-Titty produzierte vor allem Songparodien, Kurzclips, Trailer angeblicher Verfilmungen von iPhone-Apps, Real-Life-Computerspiele (GTA, Skyrim und Call of Duty) und Videos über scheinbar neue Apple-Produkte. In ihrem Zweitkanal (DieJungs) gab es außerdem die Formate Die Jungs labern bzw. Die Jungs unterwegs, in denen sie einen Blick hinter die Kulissen gewähren bzw. darauf, was auf ihren Reisen zu verschiedenen Orten geschieht, sowie Die Jungs kommentieren, in dem das Trio Bezug auf die Kommentare nahm, die unter den Videos des Zweitkanals gepostet werden. Zusätzlich wurden Making-ofs („Extras“) und sogenannte Onetaker (Videoclips ohne Schnitte), in denen sie über aktuell anliegende Projekte oder dergleichen informieren, hochgeladen. Ein weiteres Format war seit Mai 2014 das WikiBattle. Hier traten bekannte YouTuber im Turnier gegeneinander an. Die Aufgabe bestand im Prinzip darin, ausgehend von einem vorgegebenen Wikipediaartikel möglichst schnell über Wiki-Links einen anderen vorgegebenen Wikipediaartikel zu erreichen.
Die Eigenkompositionen von Y-Titty zählen alle musikalisch zur Popmusik mit Elementen des Hip-Hops. Auch die meisten parodierten Songs entstammen diesen beiden Genres.

## Geschichte

### 2006–2011: Gründung und Verbreitung
Y-Titty wurde im Jahr 2006 von Phil und TC gegründet. Der YouTube-Beitritt erfolgte am 25. Februar 2008. Anfangs wurden nur sporadisch Videos veröffentlicht, bis der Fernsehsender Premiere auf das Hilpoltsteiner Duo aufmerksam wurde und einen Pilotfilm mit ihnen drehte. Im September 2009 trat Oğuz Yılmaz der Gruppe bei, der bei vielen Videos als Kameramann fungiert.
Mit Parodien auf Eminems und Rihannas Love the Way You Lie und die Romanverfilmungen Twilight – Biss an die Grenzen der Liebe erlebte das Trio seinen Durchbruch und wurde einer breiten Öffentlichkeit bekannt.
Am 22. Juni 2010 erreichte der Kanal die 100.000-Abonnenten-Marke. Ebenfalls folgte die Gründung des Kanals „DieJungs“ am 17. Dezember 2010, in dem Webshows, Vlogs und Behind-The-Scenes-Videos veröffentlicht werden. 2010 wurden Phil, TC und OG mit dem „KIKA LIVE Web Award“ ausgezeichnet. Im Jahr 2010 beteiligte sich Y-Titty bei den Aufnahmen für das Musikvideo SMS-Song von der Musikgruppe Die Original Elbtaler Spitzbärte, der über iTunes und Amazon veröffentlicht wurde.

### 2011: Erste Single und Systematisierung
Im Herbst 2011 gab Y-Titty eine Regelung bekannt. Sie führten zum einen den FreiTittyTag ein, indem an jedem Freitag ein neuer Sketch hochgeladen wurde. Zudem erschien die KomKomShow (Kommentare-Kommentier-Show). Diese wurde erstmals nach der Parodie auf Gotyes Somebody That I Used to Know hochgeladen und erschien daraufhin jeden Mittwoch. Hierbei wurden Kommentare von den YouTubern zu dem jeweiligen Sketch kommentiert.
Ebenfalls im Herbst 2011 veröffentlichte das Trio seine erste Single Ständertime. Mit ihrem Motto „Wir wollen die deutsche Comedy revolutionieren !“ forderten sie dazu auf, sich das Lied in den verschiedenen Downloadportalen herunterzuladen und damit die Chance auf eine Single-Chartplatzierung zu erhöhen. In der folgenden Woche stand der Song schließlich auf Platz 48 der deutschen Charts.
Etwa seit 2011 konnte die Gruppe von den Einnahmen aus YouTube leben.

### 2012: Das Ponk-Netzwerk und zwei weitere Singles
Am 7. Februar 2012 war das Comedy-Trio zu Gast in der Harald Schmidt Show, in der es bekannt gab, allein im vorherigen Monat etwa 10.000.000 Videoklicks verbucht zu haben.
Y-Titty gründete im Spätsommer 2012 das Ponk-Netzwerk. Hierbei wirken neben Y-Titty selber auch viele weitere Comedy-Kanäle wie zum Beispiel „ApeCrime“, „FuNPeXeL“ oder „BullshitTV“. Auf dem Kanal wurden fünfmal in der Woche Comedy-Videos veröffentlicht. Zudem wurde die Ponk-WG gegründet, in die Phil, TC und OG jedoch nicht einzogen.
Am 3. August 2012 veröffentlichte Y-Titty seine zweite Single Der letzte Sommer. Sie konnte die Charterfolge von Ständertime toppen und stieg auf Platz 15 in den deutschen Charts ein. In Österreich belegte sie den 19. Platz, in der Schweiz Platz 34. Am 5. September 2012 bekam das Trio bei RTL II eine einmalige Sendung.
Am 25. September 2012 veröffentlichte Y-Titty das NICHT-Buch, für das es schon zuvor Werbung machte und auf DieJungs ein Video zur Entstehungsgeschichte online stellte. Im Buch macht sich Y-Titty über „Hater“ lustig und erzählt die Geschichte des vierten Y-Titty.
Am 30. November 2012 wurde die dritte Single Fest der Liebe veröffentlicht, die in den deutschen Charts bis auf Rang 27 einstieg. Am 31. Dezember 2012 erreichte Y-Titty als erster deutschsprachiger Kanal mit eigenem Content eine Million Abonnenten. 1,5 Millionen Abonnenten erreichten sie am 29. März 2013.

### 2013: Debüt-Album und Y-Play
Im Frühjahr 2013 wurde Y-Titty mit Der letzte Sommer für den Echo in der Kategorie „National bestes Musikvideo“ nominiert, den sie jedoch nicht gewannen. Am 30. Dezember 2012 überholte Y-Titty den damals meistabonnierten YouTube-Kanal „DieAussenseiter“, einen Tag später übertrafen sie die 1 Million Abonnenten-Marke. Am 15. Juli 2013 übertraf Y-Titty die zwei Millionen Abonnenten-Marke auf YouTube.
Am 3. Juli 2013 wurde der Kanal Y-Play erstellt. Er galt nicht als Y-Tittys eigener Account, sondern wurde von verschiedenen Comedy-Gruppen, wie zum Beispiel ApeCrime, den Ponk-Mitgliedern oder Y-Titty selber genutzt. Hierbei handelte es sich um einen Kanal, auf dem sie Let’s-Play-Videos hochluden. Es erschien täglich ein neues Video mit einem bestimmten Motto wie zum Beispiel „Versus-Play“, „Retro-Play“ oder „Community-Play“.
Bereits am 12. Mai 2013 gab das Trio die Planung eines Albums bekannt. Die Songs sowie das Album wurden vom deutschen Produzenten TheEmu produziert. Am 26. Juli 2013 wurde auf Facebook die Veröffentlichung einer neuen Single angekündigt. Diese heißt Halt dein Maul und erschien am 9. August 2013. Y-Titty setzte sich das Ziel, mit diesem Lied in die Top 10 der deutschen Singlecharts zu kommen. Dieses wurde erreicht, das Lied stieg sogar auf Platz 5 in die Single-Charts ein. Auch in Österreich und der Schweiz erreichten sie die Top-10. Das Album Stricksocken Swagger erschien am 23. August 2013 und stellt den ersten Nummer-eins-Hit der Gruppe dar.
Am 12. Oktober 2013 nahmen OG und TC an Stefan Raabs Stock Car Crash Challenge teil. Bereits am 13. März 2013 waren Y-Titty bei TV total zu Gast.

### 2014: Takeover Battle, Stricksockenswagger Tour und Echo 2014
Im Januar 2014 stellte Y-Titty im Rahmen des sogenannten Y-Titty Takeover Battle (YTB) ihre drei Kanäle Y-Titty, diejungs und Y-Play jeweils eine Woche unbekannteren YouTubern zur Verfügung. Ausgewählt wurden BullshitTV, Digges Ding, Cinemates und SpaceBoyz. Die ersten drei Kanäle wurden von dem Trio gesetzt, SpaceBoyz gewann einen Vorentscheid, bei dem sämtliche Zuschauer ein Video einsenden durften. BullshitTV erhielt den Publikumspreis, während die Jury Digges Ding als besten Kanal auswählte.
Am 31. Januar 2014 wurde das Lied #Hashtag mit dem Rapper MC Fitti veröffentlicht. In den deutschen Charts konnte sich #Hashtag allerdings nur auf Platz 50 präsentieren.
Von Mitte Februar bis Mitte März 2014 veranstaltete das Comedytrio seine erste große Tour mit dem Debütalbum Stricksocken Swagger durch Deutschland, Österreich und die Schweiz. Y-Titty trat in Köln, Frankfurt, Hannover, Dresden, Berlin, Hamburg (1. Runde), Wien, Graz, Zürich, Stuttgart, München und Nürnberg (2. Runde) auf. Selbst sagten sie, nochmal eine Tour machen zu wollen.
Am 27. März gewannen die drei Comedians den per Internetabstimmung vergebenen Echo 2014 in der Kategorie Bestes Video National für das Lied Halt dein Maul. Die Auszeichnung konnte von Phil, OG und dem Musikproduzenten TheEmu empfangen werden. TC hielt sich zu diesem Zeitpunkt in Miami auf.
Am 5. Juni 2014 überholte der Lets-Player Gronkh Y-Titty in Bezug auf die Abonnentenzahl. Sie waren damit erstmals seit Ende 2012 nicht mehr der meistabonnierte Youtube-Kanal Deutschlands.
Am 20. Juni 2014 gaben Y-Titty in einem Video bekannt, sich erstmal eine Auszeit zu nehmen, in der sie keine Videos auf ihrem Hauptkanal hochladen werden. Außerdem erklärten sie, dass sie nur noch Videos veröffentlichen werden, wenn sie darauf Lust haben. Zudem wollten sie einen Kinofilm in Angriff nehmen.
Am 8. August 2014 erschien die sechste Single des Trios mit dem Titel Verdammt Normal.
Am 25. August 2014 startete TC einen eigenen Kanal, auf dem er Videos aus seinem Privatleben veröffentlicht.
Am 11. September 2014 gab Oğuz bekannt, dass es auf Y-Play keine neuen Videos mehr geben würde, der Kanal jedoch weiterhin abrufbar sei.
Am 22. September 2014 erreichte der Kanal die drei Millionen Abonnenten-Marke.
Am 9. Oktober 2014 stellte Oğuz das erste Video auf seinen eigenen Kanal online. Bereits seit Januar 2014 betrieb er zudem einen weiteren Kanal zusammen mit seiner Verlobten. Die Videos beider Kanäle sind heute auf privat gestellt.

### 2015: Auflösung
Am 11. Dezember 2015 stellte das Trio ein Musikvideo mit dem Titel „#endlich“ auf den Hauptkanal, in dem sie das Ende humoristisch besangen. Auf dem Zweitkanal diejungs findet sich dazu das ernste Pendant, in welchem Y-Titty die Auflösung erläutert und Ausblicke auf die Zukunft gibt. So möchte sich Laude mehr seiner schauspielerischen Karriere widmen, Roll möchte mit YouTube weitermachen und Yılmaz möchte sich verstärkt Tätigkeiten hinter der Kamera widmen. Roll möchte sich dazu einen komplett neuen, unabhängigen Kanal aufbauen.

## Kritik
Am 25. März 2014 wurde dem Trio von der ARD-Serie Report Mainz Produktplatzierung und redaktionell integrierte Werbung für Marken wie Samsung, Coca-Cola und McDonald’s ohne ausreichende Kennzeichnung vorgeworfen. Die zuständige Bezirksregierung Mittelfranken hat daraufhin geprüft, ob sie für eine Prüfung der Vorwürfe zuständig wäre, hat aber kein formelles Prüfverfahren wegen Schleichwerbung eingeleitet. Mediakraft, der damalige Vermarkter des Kanals, wies die Vorwürfe wegen Schleichwerbung aber zurück. Danach wurden alle Videos mit Werbeinhalten von Y-Titty mit einer Einblendung „Unterstützt durch Produktplatzierung“ versehen.

## Diskografie

### Alben
| Jahr | Titel Musiklabel                     | Höchstplatzierung, Gesamtwochen, AuszeichnungChartplatzierungen (Jahr, Titel, Musiklabel, Platzierungen, Wochen, Auszeichnungen, Anmerkungen) | Höchstplatzierung, Gesamtwochen, AuszeichnungChartplatzierungen (Jahr, Titel, Musiklabel, Platzierungen, Wochen, Auszeichnungen, Anmerkungen) | Höchstplatzierung, Gesamtwochen, AuszeichnungChartplatzierungen (Jahr, Titel, Musiklabel, Platzierungen, Wochen, Auszeichnungen, Anmerkungen) | Anmerkungen                           |
| Jahr | Titel Musiklabel                     | DE | AT | CH | Anmerkungen                           |
| ---- | ------------------------------------ | --- | --- | --- | ------------------------------------- |
| 2013 | Stricksocken Swagger Polydor, Island | DE3 (5 Wo.)DE | AT1 (4 Wo.)AT | CH9 (1 Wo.)CH | Erstveröffentlichung: 23. August 2013 |

### Singles
| Jahr | Titel Album                            | Höchstplatzierung, Gesamtwochen, AuszeichnungChartplatzierungen (Jahr, Titel, Album, Platzierungen, Wochen, Auszeichnungen, Anmerkungen) | Höchstplatzierung, Gesamtwochen, AuszeichnungChartplatzierungen (Jahr, Titel, Album, Platzierungen, Wochen, Auszeichnungen, Anmerkungen) | Höchstplatzierung, Gesamtwochen, AuszeichnungChartplatzierungen (Jahr, Titel, Album, Platzierungen, Wochen, Auszeichnungen, Anmerkungen) | Anmerkungen                                                             |
| Jahr | Titel Album                            | DE | AT | CH | Anmerkungen                                                             |
| ---- | -------------------------------------- | --- | --- | --- | ----------------------------------------------------------------------- |
| 2011 | Ständertime Stricksocken Swagger       | DE48 (1 Wo.)DE | — | — | Erstveröffentlichung: 14. Oktober 2011                                  |
| 2012 | Der letzte Sommer Stricksocken Swagger | DE15 (11 Wo.)DE | AT19 (4 Wo.)AT | CH34 (1 Wo.)CH | Erstveröffentlichung: 3. August 2012                                    |
| 2012 | Fest der Liebe –                       | DE27 (4 Wo.)DE | AT28 (1 Wo.)AT | CH53 (1 Wo.)CH | Erstveröffentlichung: 30. November 2012 nur als Download veröffentlicht |
| 2013 | Halt dein Maul Stricksocken Swagger    | DE5 (11 Wo.)DE | AT7 (8 Wo.)AT | CH9 (3 Wo.)CH | Erstveröffentlichung: 9. August 2013                                    |
| 2014 | #Hashtag Stricksocken Swagger          | DE50 (2 Wo.)DE | AT63 (1 Wo.)AT | — | Erstveröffentlichung: 31. Januar 2014 featuring MC Fitti                |
| 2014 | Verdammt normal –                      | DE45 (1 Wo.)DE | AT30 (2 Wo.)AT | — | Erstveröffentlichung: 8. August 2014 nur als Download veröffentlicht    |

Weitere Singles
- 2010: Twilight (Theemu feat. Y_titty)
- 2013: Ich zock lieber
- 2014: Manuel Neuer
- 2015: #endlich

## Filmografie
- 2015: Kartoffelsalat – Nicht fragen!
- 2015: Alles steht Kopf (Matthias Roll und Phil Laude als Sprecher)
- 2016: Bibi & Tina: Mädchen gegen Jungs (Phil Laude)
- 2017: Bibi & Tina: Tohuwabohu Total (Matthias Roll)
- 2020: Kartoffelsalat 3 – Das Musical (Matthias Roll und Phil Laude)

## Werke

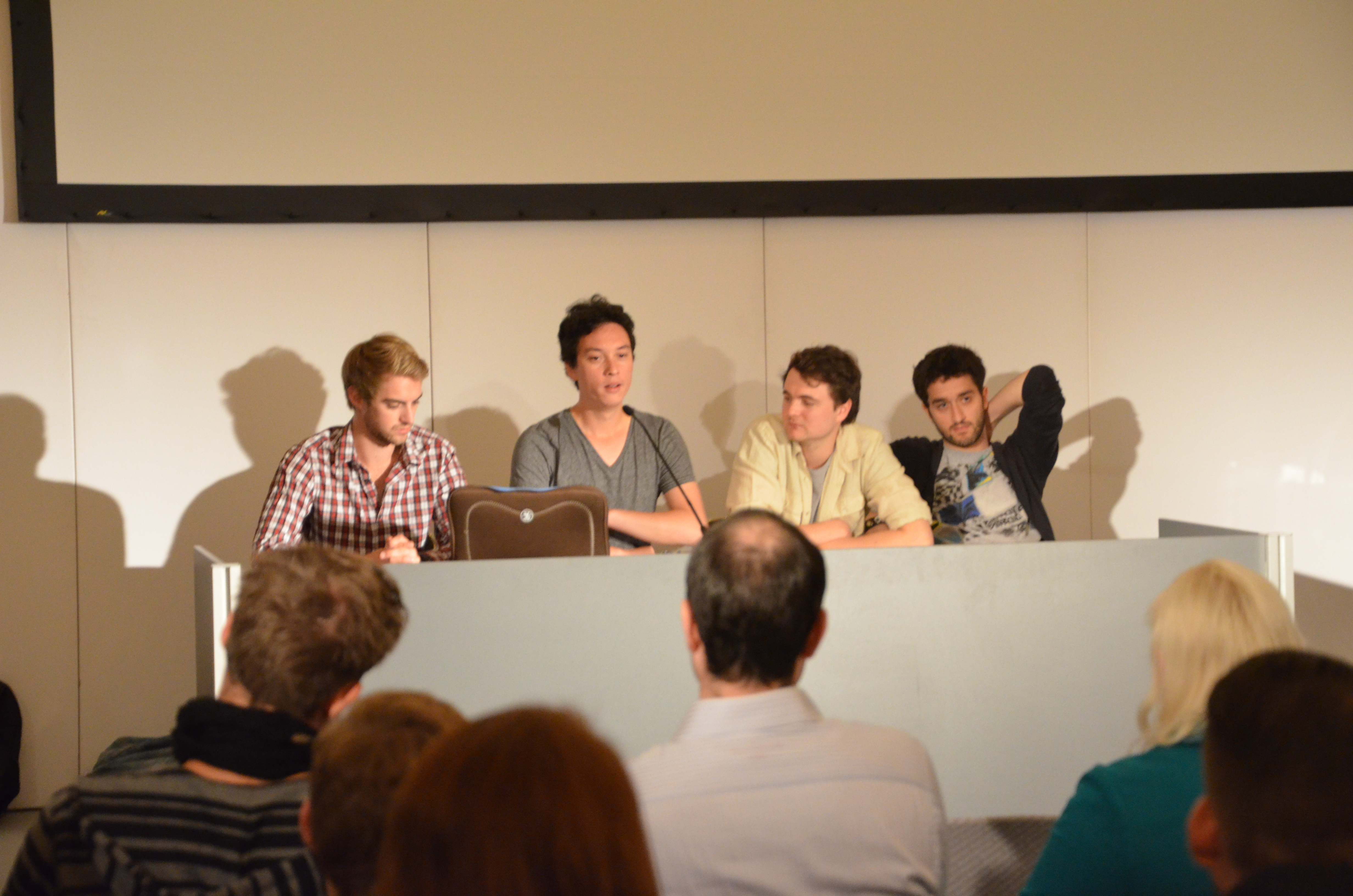
Y-Titty zusammen mit dem Musikproduzenten Emanuel Uch (zweiter von links) bei einem Vortrag in Köln (2013)

- NICHT-Buch. Carlsen, Hamburg 2012, ISBN 978-3-551-68422-6.
- Das Buch YOLO. Carlsen, Hamburg 2013, ISBN 978-3-551-68427-1.

## Auszeichnungen
| Jahr | Auszeichnung |
| ---- | --- |
| 2009 | Platz 3 bei den Camgaroo Awards mit „Besom – Der Besen“                                                                 |
| 2010 | 1. Platz: KIKA LIVE Web Award                                                                                           |
| 2010 | 3. Platz: Mittelfränkisches Jugendfilmfestival („Besom – Der Besen“)                                                    |
| 2010 | 1. Platz: Magix Video Contest („Besom – Der Besen“)                                                                     |
| 2012 | Goldener Bravo Otto 2011 in der Kategorie „Internet-Star“                                                               |
| 2012 | Zusammen mit Gronkh den Deutschen Webvideopreis 2012 in den Kategorien „EPIC“ und „Let’s Play“ (beides Publikumspreise) |
| 2013 | Nominiert für den ECHO mit „Der letzte Sommer“ (Bestes Video National)                                                  |
| 2013 | Goldener Bravo Otto 2012 in der Kategorie „Internet-Star“                                                               |
| 2013 | Ehrenpreis der European Web Video Academy beim Deutschen Webvideopreis 2013                                             |
| 2013 | Goldener PlayAward, eine Auszeichnung für die erfolgreichsten YouTube-Kanäle aus aller Welt                             |
| 2014 | ECHO in der Kategorie „Bestes Video“ für „Halt dein Maul“ (zusammen mit Jonas Ressel)                                   |
| 2016 | Einzug in die Hall of Fame der EWVA beim Deutschen Webvideopreis 2016 für das Lebenswerk                                |